# Persone di nome Erik
| Questa pagina contiene informazioni ricavate automaticamente dalle voci biografiche con l'ausilio del template Bio e di un bot. L'aggiornamento è periodico e automatico e ricostruisce completamente la pagina. Se manca una persona in questa lista, sei pregato di non aggiungerla, ma accertati piuttosto che la sua voce biografica contenga il template Bio e che i dati anagrafici siano correttamente compilati. Se il template Bio manca, inseriscilo tu stesso o, in alternativa, metti l'avviso {{tmp\|Bio}} che ne segnala la mancanza. Se i dati riportati sono sbagliati, correggi direttamente la voce biografica; le modifiche saranno visibili in questa lista entro pochi giorni. Per chiarimenti vedi il progetto antroponimi. La lista contiene solo le 402 persone che sono citate nell'enciclopedia e per le quali è stato implementato correttamente il template Bio. Pagina aggiornata al 6 ago 2025. |

Questa è una lista di persone presenti nell'enciclopedia che hanno il nome Erik, suddivise per attività principale.

## Allenatori di calcio(19)
- Erik Brakstad, allenatore di calcio e ex calciatore norvegese (Molde, n. 1951)
- Erik Eriksen, allenatore di calcio e ex calciatore norvegese (n. 1939)
- Erik Fuglestad, allenatore di calcio e ex calciatore norvegese (Stavanger, n. 1974)
- Erik Grendel, allenatore di calcio e ex calciatore slovacco (Bratislava, n. 1988)
- Erik Hamrén, allenatore di calcio svedese (Ljusdal, n. 1957)
- Erik Heijblok, allenatore di calcio e ex calciatore olandese (Den Oever, n. 1977)
- Erik Holtan, allenatore di calcio e ex calciatore norvegese (Moss, n. 1969)
- Erik Lincar, allenatore di calcio e ex calciatore romeno (Oradea, n. 1979)
- Erik Lund, allenatore di calcio e ex calciatore svedese (Ljungskile, n. 1988)
- Erik van der Meer, allenatore di calcio, dirigente sportivo e ex calciatore olandese (Utrecht, n. 1967)
- Olof Mellberg, allenatore di calcio e ex calciatore svedese (Gullspång, n. 1977)
- Erik Mjelde, allenatore di calcio e ex calciatore norvegese (Bergen, n. 1984)
- Erik Mykland, allenatore di calcio e ex calciatore norvegese (Risør, n. 1971)
- Erik Nystuen, allenatore di calcio e ex calciatore norvegese (Kongsvinger, n. 1957)
- Magnus Powell, allenatore di calcio e ex calciatore svedese (Örnsköldsvik, n. 1974)
- Erik Ruthford Pedersen, allenatore di calcio norvegese (Kristiansand, n. 1946)
- Erik Sørensen, allenatore di calcio e ex calciatore danese (Odense, n. 1940)
- Eric Tinkler, allenatore di calcio e ex calciatore sudafricano (Roodepoort, n. 1970)
- Erik ten Hag, allenatore di calcio e ex calciatore olandese (Haaksbergen, n. 1970)

## Allenatori di football americano(1)
- Erik Raeburn, allenatore di football americano statunitense (Warren, n. 1971)

## Allenatori di pallacanestro(1)
- Erik Braal, allenatore di pallacanestro olandese (Werkendam, n. 1976)

## Allenatori di pallamano(1)
- Staffan Olsson, allenatore di pallamano e ex pallamanista svedese (Uppsala, n. 1962)

## Allenatori di sci alpino(1)
- Erik Seletto, allenatore di sci alpino e ex sciatore alpino italiano (Aosta, n. 1975)

## Alpinisti(1)
- Erik Weihenmayer, alpinista statunitense (Boulder, n. 1968)

## Altisti(1)
- Erik Kynard, altista statunitense (Toledo, n. 1991)

## Ammiragli(1)
- Erik Sjöblad, ammiraglio svedese (Halmstad, n. 1647 - Göteborg, † 1725)

## Arbitri di calcio(2)
- Erik Fredriksson, ex arbitro di calcio svedese (Tidaholm, n. 1943)
- Erik Lambrechts, arbitro di calcio belga (Leuven, n. 1984)

## Archeologi(1)
- Erik Sjöqvist, archeologo svedese (Ronneby, n. 1903 - Stoccolma, † 1975)

## Architetti(1)
- Gunnar Asplund, architetto svedese (Stoccolma, n. 1885 - Stoccolma, † 1940)

## Arcivescovi luterani(2)
- Erik Benzelius il Giovane, arcivescovo luterano, teologo e bibliotecario svedese (Uppsala, n. 1675 - Linköping, † 1743)
- Erik Benzelius il vecchio, arcivescovo luterano svedese (Luleå, n. 1632 - Uppsala, † 1709)

## Artisti(2)
- Erik Johansson, artista e fotografo svedese (Götene, n. 1985)
- Erik Kessels, artista e designer olandese (Roermond, n. 1966)

## Artisti marziali misti(2)
- Erik Koch, artista marziale misto statunitense (Cedar Rapids, n. 1988)
- Erik Pérez, artista marziale misto messicano (Guadalupe, n. 1989)

## Astronomi(1)
- Erik Prosperin, astronomo, matematico e fisico svedese (Uppsala, n. 1739 - † 1803)

## Attori(13)
- Erik Altemus, attore statunitense (San Francisco, n. 1987)
- Halvar Björk, attore svedese (Ragunda, n. 1928 - Huddinge, † 2000)
- Erik Dellums, attore e doppiatore statunitense (San Francisco Bay Area, n. 1964)
- Erik von Detten, attore statunitense (San Diego, n. 1982)
- Erik Estrada, attore e doppiatore statunitense (New York, n. 1949)
- Hampe Faustman, attore e regista svedese (Stoccolma, n. 1919 - † 1961)
- Erik King, attore statunitense (Washington, n. 1963)
- Erik Ode, attore, regista e doppiatore tedesco (Berlino, n. 1910 - Kreuth, † 1983)
- Erik Palladino, attore statunitense (Yonkers, n. 1968)
- Erik Per Sullivan, attore statunitense (Worcester, n. 1991)
- Erik Rhodes, attore, cantante e ballerino statunitense (El Reno, n. 1906 - Oklahoma City, † 1990)
- Erik Thomson, attore neozelandese (Inverness, n. 1967)
- Erik Weiner, attore, sceneggiatore e comico statunitense (San Francisco, n. 1977)

## Attori pornografici(1)
- Erik Rhodes, attore pornografico statunitense (Long Island, n. 1982 - Los Angeles, † 2012)

## Batteristi(2)
- Erik Brødreskift, batterista norvegese (Bergen, n. 1969 - Bergen, † 1999)
- Erik Sandin, batterista statunitense (n. 1966)

## Biatleti(1)
- Mikael Löfgren, ex biatleta svedese (Torsby, n. 1969)

## Bobbisti(1)
- Erik Wennerberg, bobbista svedese (Landskrona, n. 1917 - Segeltorp, † 2001)

## Botanici(1)
- Erik Acharius, botanico e medico svedese (Gävle, n. 1757 - Vadstena, † 1819)

## Canoisti(3)
- Erik Hansen, canoista danese (Randers, n. 1939 - † 2014)
- Erik Masoero, ex canoista e dirigente sportivo italiano (Torino, n. 1976)
- Erik Vlček, canoista slovacco (Komárno, n. 1981)

## Canottieri(2)
- Erik Miller, canottiere statunitense (n. 1974)
- Erik Petersen, canottiere danese (Copenaghen, n. 1939 - † 2025)

## Cantanti(4)
- Bosson, cantante e compositore svedese (Ballangen, n. 1975)
- Tommy Nilsson, cantante svedese (Solna, n. 1960)
- Gustaf Norén, cantante e chitarrista svedese (Borlänge, n. 1981)
- Erik Rutan, cantante, chitarrista e produttore discografico statunitense (n. 1971)

## Cestisti(16)
- Erik Cleymans, ex cestista belga (Turnhout, n. 1970)
- Erik Daniels, ex cestista statunitense (Cincinnati, n. 1982)
- Erik Griekspoor, ex cestista olandese (n. 1958)
- Erik Jager, cestista olandese (Amsterdam, n. 1942 - Haarlem, † 2020)
- Erik Keedus, cestista estone (Tallinn, n. 1990)
- Erik Land, ex cestista tedesco (Bamberga, n. 1990)
- Erik Martin, ex cestista statunitense (n. 1971)
- Erik McCree, cestista statunitense (Orlando, n. 1993)
- Erik Meek, ex cestista statunitense (San Diego, n. 1973)
- Erik Melbye, cestista e pallamanista danese (Frederiksberg, n. 1925 - Jægersborg, † 2018)
- Erik Murphy, cestista statunitense (Lione, n. 1990)
- Erik Quintela, cestista spagnolo (Lugo, n. 1991)
- Erik Rush, cestista statunitense (Meridian, n. 1988)
- Erik Spoelstra, ex cestista e allenatore di pallacanestro statunitense (Evanston, n. 1970)
- Erik Thomas, cestista argentino (Paraná, n. 1995)
- Erik Wilbek, cestista e pallamanista danese (Copenaghen, n. 1920 - Copenaghen, † 1986)

## Chimici(1)
- Erik Christian Clemmensen, chimico danese (Odense, n. 1876 - † 1941)

## Chitarristi(2)
- Erik Brann, chitarrista statunitense (Boston, n. 1950 - † 2003)
- Erik Turner, chitarrista statunitense (Omaha, n. 1964)

## Ciclisti su strada(8)
- Erik Baška, ex ciclista su strada slovacco (Považská Bystrica, n. 1994)
- Erik Bohlin, ciclista su strada svedese (Orsa, n. 1897 - Orsa, † 1977)
- Erik Fetter, ciclista su strada e mountain biker ungherese (Budapest, n. 2000)
- Erik Jansson, ciclista su strada svedese (Sundborn, n. 1907 - Uppsala, † 1993)
- Erik Pettersson, ex ciclista su strada svedese (Vårgårda, n. 1944)
- Erik Resell, ciclista su strada e ciclocrossista norvegese (Trondheim, n. 1996)
- Harry Stenqvist, ciclista su strada svedese (Chicago, n. 1893 - Örebro, † 1968)
- Erik Zabel, ex ciclista su strada, pistard e dirigente sportivo tedesco (Berlino Est, n. 1970)

## Combinatisti nordici(1)
- Erik Lynch, combinatista nordico statunitense (n. 1994)

## Compositori(4)
- Erik Chisholm, compositore, direttore d'orchestra e pianista scozzese (Cathcart, n. 1904 - Città del Capo, † 1965)
- Erik Mongrain, compositore e chitarrista canadese (Montréal, n. 1980)
- Erik Norlander, compositore, tastierista e polistrumentista statunitense (Hollywood, n. 1967)
- Erik Siboni, compositore danese (Copenaghen, n. 1828 - † 1892)

## Condottieri(1)
- Erik il Rosso, condottiero e esploratore norreno (Jæren - Brattahlíð)

## Danzatori(1)
- Erik Bruhn, danzatore, coreografo e attore danese (Copenaghen, n. 1928 - Toronto, † 1986)

## Designer(1)
- Erik Spiekermann, designer tedesco (Stadthagen, n. 1947)

## Diplomatici(1)
- Erik Colban, diplomatico norvegese (Oslo, n. 1876 - Oslo, † 1956)

## Direttori d'orchestra(1)
- Erik Tuxen, direttore d'orchestra e compositore danese (Mannheim, n. 1902 - † 1957)

## Direttori della fotografia(1)
- Erik Messerschmidt, direttore della fotografia statunitense (Cape Elizabeth, n. 1980)

## Dirigenti sportivi(5)
- Erik Breukink, dirigente sportivo e ex ciclista su strada olandese (Rheden, n. 1964)
- Erik Foss, dirigente sportivo, allenatore di calcio e ex calciatore norvegese (n. 1954)
- Erik Hoftun, dirigente sportivo e ex calciatore norvegese (Kyrksæterøra, n. 1969)
- Olle Rolén, dirigente sportivo, ex sciatore alpino e allenatore di sci alpino svedese (Åre, n. 1944)
- Fredrik Stenman, dirigente sportivo e ex calciatore svedese (Munktorp, n. 1983)

## Discoboli(3)
- Erik de Bruin, ex discobolo e pesista olandese (Hardinxveld, n. 1963)
- Erik Cadée, discobolo olandese ('s-Hertogenbosch, n. 1984)
- Erik van Vreumingen, ex discobolo e pesista olandese (L'Aia, n. 1978)

## Economisti(1)
- Erik Reinert, economista norvegese (Oslo, n. 1949)

## Egittologi(1)
- Erik Hornung, egittologo lettone (Riga, n. 1933 - † 2022)

## Esploratori(1)
- Erik Laxmann, esploratore svedese (Savonlinna, n. 1737 - † 1796)

## Filosofi(1)
- Erik Wolf, filosofo tedesco (Wiesbaden, n. 1902 - Vogtsburg im Kaiserstuhl, † 1977)

## Fisici(1)
- Erik Verlinde, fisico olandese (Woudenberg, n. 1962)

## Flautisti(1)
- Erik Bosgraaf, flautista e musicologo olandese (Drachten, n. 1980)

## Fondisti(5)
- Erik Bjornsen, ex fondista statunitense (Winthrop, n. 1991)
- Erik Larsson, fondista svedese (Kiruna, n. 1912 - Kiruna, † 1982)
- Urban Lindgren, ex fondista svedese (Kalix, n. 1973)
- Erik Östlund, ex fondista svedese (n. 1963)
- Erik Valnes, fondista norvegese (Tromsø, n. 1996)

## Fotografi(1)
- Erik Refner, fotografo danese

## Fumettisti(1)
- Erik Larsen, fumettista e editore statunitense (Minneapolis, n. 1962)

## Giavellottisti(1)
- Erik Lundqvist, giavellottista svedese (Grängesberg, n. 1908 - Grängesberg, † 1963)

## Ginnasti(2)
- Erik Granfelt, ginnasta, tiratore di fune e calciatore svedese (Stoccolma, n. 1883 - Täby, † 1962)
- Erik Norberg, ginnasta svedese (n. 1883 - † 1954)

## Giocatori di baseball(2)
- Erik Goeddel, giocatore di baseball statunitense (San Mateo, n. 1988)
- Erik Kratz, ex giocatore di baseball statunitense (Telford, n. 1980)

## Giocatori di curling(1)
- Erik Severin, giocatore di curling svedese (Stoccolma, n. 1879 - Stoccolma, † 1942)

## Giocatori di football americano(9)
- Erik Flowers, ex giocatore di football americano statunitense (Oceanside, n. 1978)
- Erik Lorig, giocatore di football americano statunitense (Rolling Hills, n. 1986)
- E.J. Manuel, ex giocatore di football americano statunitense (Virginia Beach, n. 1990)
- Erik McCoy, giocatore di football americano statunitense (San Antonio, n. 1997)
- Erik McMillan, ex giocatore di football americano statunitense (St. Louis, n. 1965)
- Erik Meyer, ex giocatore di football americano statunitense (La Mirada, n. 1982)
- Erik Pears, ex giocatore di football americano statunitense (Price, n. 1982)
- Erik Swoope, giocatore di football americano statunitense (Lake Elsinore, n. 1992)
- Erik Williams, ex giocatore di football americano statunitense (Filadelfia, n. 1968)

## Giocatori di poker(1)
- Erik Seidel, giocatore di poker statunitense (New York, n. 1959)

## Giornalisti(2)
- Erik Fichtelius, giornalista, autore televisivo e scrittore svedese (Uppsala, n. 1949)
- Erik Rémès, giornalista e scrittore francese (n. 1964)

## Hockeisti su ghiaccio(13)
- Erik Cole, ex hockeista su ghiaccio statunitense (Oswego, n. 1978)
- Erik Ersberg, ex hockeista su ghiaccio svedese (Sala, n. 1982)
- Viktor Fasth, hockeista su ghiaccio svedese (Kalix, n. 1982)
- Erik Gustafsson, hockeista su ghiaccio svedese (Kvissleby, n. 1988)
- Erik Gustafsson, hockeista su ghiaccio svedese (Nynäshamn, n. 1992)
- Erik Haula, hockeista su ghiaccio finlandese (Pori, n. 1991)
- Erik Hämäläinen, ex hockeista su ghiaccio finlandese (Rauma, n. 1965)
- Erik Johnson, hockeista su ghiaccio statunitense (Bloomington, n. 1988)
- Erik Karlsson, hockeista su ghiaccio svedese (Landsbro, n. 1990)
- Erik Larsson, hockeista su ghiaccio svedese (Stoccolma, n. 1905 - Stoccolma, † 1970)
- Mattias Norström, ex hockeista su ghiaccio svedese (Stoccolma, n. 1972)
- Erik Rasmussen, ex hockeista su ghiaccio statunitense (Minneapolis, n. 1977)
- Erik Westrum, ex hockeista su ghiaccio statunitense (Minneapolis, n. 1979)

## Hockeisti su prato(1)
- Erik Husted, hockeista su prato danese (Helsingør, n. 1900 - Copenaghen, † 1988)

## Illusionisti(3)
- Erik Jan Hanussen, illusionista austriaco (Vienna, n. 1889 - Berlino, † 1933)
- Harry Houdini, illusionista e attore ungherese (Budapest, n. 1874 - Detroit, † 1926)
- Erik von Markovik, illusionista, scrittore e conduttore televisivo canadese (Toronto, n. 1971)

## Illustratori(1)
- Erik Maell, illustratore statunitense (Columbus)

## Imprenditori(1)
- Erik Anker, imprenditore e velista norvegese (Berg, n. 1903 - Halden, † 1994)

## Lottatori(7)
- Gösta Andersson, lottatore svedese (Selånger, n. 1917 - Sundsvall, † 1975)
- Erik Arušanjan, lottatore ucraino (n. 1999)
- Einar Karlsson, lottatore svedese (Stoccolma, n. 1908 - Stoccolma, † 1980)
- Erik Malmberg, lottatore svedese (Göteborg, n. 1897 - Göteborg, † 1964)
- Erik Szilvássy, lottatore ungherese (n. 1994)
- Erik Thiele, lottatore tedesco (Eilenburg, n. 1996)
- Erik Torba, lottatore ungherese (Esztergom, n. 1996)

## Lunghisti(1)
- Erik Abrahamsson, lunghista e hockeista su ghiaccio svedese (Södertälje, n. 1898 - Södertälje, † 1965)

## Marciatori(1)
- Erik Tysse, marciatore norvegese (Bergen, n. 1980)

## Matematici(1)
- Erik Ivar Fredholm, matematico svedese (Stoccolma, n. 1866 - Stoccolma, † 1927)

## Medici(1)
- Erik Waaler, medico norvegese (Hamar, n. 1903 - Bergen, † 1997)

## Mezzofondisti(1)
- Erik de Beck, ex mezzofondista belga (Merelbeke, n. 1951)

## Militari(1)
- Erik Dahlberg, militare e ingegnere svedese (Stoccolma, n. 1625 - † 1703)

## Musicisti(1)
- Erik Ursich, musicista e scrittore italiano (Venezia)

## Musicologi(1)
- Erik Tawaststjerna, musicologo, pianista e docente finlandese (Mikkeli, n. 1916 - Helsinki, † 1993)

## Nobili(2)
- Erik Johansson Vasa, nobile svedese (Örby, n. 1470 - Stoccolma, † 1520)
- Erik Magnus Staël von Holstein, nobile e diplomatico svedese (Loddby, n. 1749 - Poligny, † 1802)

## Nuotatori(6)
- Erik Andersson, nuotatore svedese (n. 1984)
- Erik Eriksson, nuotatore svedese (Stoccolma, n. 1879 - Brooklyn, † 1940)
- Erik Fish, ex nuotatore canadese (Medicine Hat, n. 1952)
- Erik Hochstein, ex nuotatore tedesco (Düsseldorf, n. 1968)
- Erik Persson, nuotatore svedese (Kungsbacka, n. 1994)
- Erik Vendt, nuotatore statunitense (North Easton, n. 1981)

## Ostacolisti(2)
- Håkan Lidman, ostacolista svedese (Göteborg, n. 1915 - Estepona, † 2000)
- Erik Wilén, ostacolista e velocista finlandese (Helsinki, n. 1898 - Helsinki, † 1982)

## Pallamanisti(3)
- Mattias Andersson, ex pallamanista svedese (n. 1978)
- Erik Hajas, ex pallamanista svedese (n. 1962)
- Erik Schmidt, pallamanista tedesco (Magonza, n. 1992)

## Pallanuotisti(5)
- Cletus Andersson, pallanuotista svedese (Stoccolma, n. 1893 - Stoccolma, † 1971)
- Erik Bergqvist, pallanuotista e calciatore svedese (Stoccolma, n. 1891 - Stoccolma, † 1954)
- Erik Bergvall, pallanuotista, dirigente sportivo e giornalista svedese (Västerfärnebo, n. 1880 - Bromma, † 1950)
- Erik Bukowski, pallanuotista tedesco (Berlino, n. 1986)
- Erik Holm, pallanuotista svedese (Stoccolma, n. 1912 - Stoccolma, † 1999)

## Pallavolisti(2)
- Erik Röhrs, pallavolista tedesco (Kyritz, n. 2001)
- Erik Shoji, pallavolista statunitense (Honolulu, n. 1989)

## Pattinatori artistici su ghiaccio(1)
- Erik Pausin, pattinatore artistico su ghiaccio austriaco (Vienna, n. 1920 - † 1997)

## Pentatleti(2)
- Erik Johansson, pentatleta svedese (Uppsala, n. 1974)
- Erik de Laval, pentatleta svedese (Stoccolma, n. 1888 - Lidingö, † 1973)

## Piloti automobilistici(2)
- Erik Cais, pilota automobilistico ceco (Zlín, n. 1999)
- Erik Carlsson, pilota automobilistico svedese (Trollhättan, n. 1929 - † 2015)

## Pistard(1)
- Erik Martorell, pistard e ciclista su strada spagnolo (Barcellona, n. 1998)

## Pittori(3)
- Erik Ludvig Henningsen, pittore e illustratore danese (n. 1855 - † 1930)
- Eero Järnefelt, pittore e insegnante finlandese (Viipuri, n. 1863 - Helsinki, † 1937)
- Erik Pevernagie, pittore belga (n. 1939)

## Poeti(4)
- Erik Blomberg, poeta, scrittore e critico letterario svedese (Stoccolma, n. 1894 - Stoccolma, † 1965)
- Erik Axel Karlfeldt, poeta svedese (Avesta, n. 1864 - Stoccolma, † 1931)
- Erik Sjöberg, poeta svedese (Ludgo, n. 1794 - Stoccolma, † 1828)
- Erik Johan Stagnelius, poeta svedese (Gårdlösa, n. 1793 - Stoccolma, † 1823)

## Politici(9)
- Erik Bo Andersen, politico e ex calciatore danese (Dronningborg, n. 1970)
- Erik Gustaf Boström, politico svedese (Stoccolma, n. 1842 - Stoccolma, † 1907)
- Erik Brandt, politico svedese (Borrby, n. 1884 - Stora Tuna, † 1955)
- Erik Eriksen, politico danese (Ringe, n. 1902 - Esbjerg, † 1972)
- Erik Lavévaz, politico italiano (Aosta, n. 1980)
- Erik Nielsen, politico canadese (Regina, n. 1924 - Kelowna, † 2008)
- Erik Paulsen, politico statunitense (Bakersfield, n. 1965)
- Erik Umberto Pretto, politico italiano (Schio, n. 1984)
- Erik Scavenius, politico e diplomatico danese (Klintholm, n. 1877 - Gentofte, † 1962)

## Principi(1)
- Erik di Svezia, principe svedese (Stoccolma, n. 1889 - Stoccolma, † 1918)

## Produttori cinematografici(1)
- Erik Hemmendorff, produttore cinematografico, sceneggiatore e direttore della fotografia svedese (Sankt Matteus, n. 1973)

## Produttori televisivi(1)
- Martin Österdahl, produttore televisivo e scrittore svedese (Sollentuna, n. 1973)

## Progettisti(1)
- Erik Buell, progettista e dirigente d'azienda statunitense (Pittsburgh, n. 1950)

## Psicologi(1)
- Erik Erikson, psicologo e psicoanalista tedesco (Francoforte sul Meno, n. 1902 - Harwich, † 1994)

## Pugili(2)
- Erik Pfeifer, pugile tedesco (Lohne, n. 1987)
- Erik Ågren, pugile svedese (n. 1916 - † 1985)

## Rapper(1)
- Everlast, rapper e cantautore statunitense (Valley Stream, n. 1969)

## Registi(9)
- Erik Balling, regista danese (Nyborg, n. 1924 - Gentofte, † 2005)
- Erik Bernasconi, regista e sceneggiatore svizzero (Canton Ticino, n. 1973)
- Erik de Bruyn, regista e sceneggiatore olandese (Terneuzen, n. 1962)
- Erik Charell, regista, sceneggiatore e attore tedesco (Breslavia, n. 1894 - Monaco di Baviera, † 1974)
- Erik Gandini, regista e produttore cinematografico italiano (Bergamo, n. 1967)
- Erik Lund, regista e produttore cinematografico tedesco (Berlino, n. 1893)
- Erik Matti, regista, sceneggiatore e produttore cinematografico filippino (Bacolod, n. 1970)
- Erik Poppe, regista, sceneggiatore e produttore cinematografico norvegese (Oslo, n. 1960)
- Erik Van Looy, regista, sceneggiatore e conduttore televisivo belga (Deurne, n. 1962)

## Saltatori con gli sci(2)
- Erik Belshaw, saltatore con gli sci statunitense (Steamboat Springs, n. 2004)
- Erik Johnsen, ex saltatore con gli sci norvegese (Oslo, n. 1965)

## Scacchisti(2)
- Erik Andersen, scacchista danese (Gentofte, n. 1904 - Copenaghen, † 1938)
- Erik Lundin, scacchista svedese (n. 1904 - † 1988)

## Sceneggiatori(1)
- Erik Richter, sceneggiatore e produttore televisivo statunitense (California, n. 1966)

## Scenografi(1)
- Erik Aaes, scenografo danese (Nordby, n. 1899 - Nordby, † 1966)

## Sci orientisti(1)
- Erik Rost, sci orientista e orientista svedese (n. 1985)

## Sciatori alpini(8)
- Erik Arvidsson, sciatore alpino statunitense (n. 1996)
- Erik Fisher, ex sciatore alpino statunitense (Boise, n. 1985)
- Erik Guay, ex sciatore alpino canadese (Montréal, n. 1981)
- Erik Håker, ex sciatore alpino norvegese (Oppdal, n. 1952)
- Erik Read, sciatore alpino canadese (Calgary, n. 1991)
- Erik Roland, ex sciatore alpino norvegese (n. 1971)
- Erik Schlopy, ex sciatore alpino statunitense (Buffalo, n. 1972)
- Gudmund Söderin, ex sciatore alpino svedese (Östersund, n. 1952)

## Sciatori freestyle(1)
- Erik Mobärg, sciatore freestyle svedese (Undersåker, n. 1997)

## Sciatori nordici(1)
- Erik Lesser, ex sciatore nordico tedesco (Suhl, n. 1988)

## Scrittori(7)
- Erik Durschmied, scrittore e giornalista austriaco (Vienna, n. 1930)
- Erik Fosnes Hansen, scrittore norvegese (New York, n. 1965)
- Erik Gustaf Geijer, scrittore, storico e compositore svedese (Ransäter, n. 1783 - Stoccolma, † 1847)
- Erik L'Homme, scrittore francese (Grenoble, n. 1967)
- Erik Larson, scrittore statunitense (Brooklyn, New York, n. 1954)
- Erik Neutsch, scrittore tedesco (Schönebeck, n. 1931 - Halle, † 2013)
- Erik Valeur, scrittore e giornalista danese (Copenaghen, n. 1955)

## Scultori(1)
- Erik Gustaf Göthe, scultore svedese (Stoccolma, n. 1779 - † 1838)

## Snowboarder(1)
- Erik Pernisco, snowboarder italiano (Aosta, n. 1974)

## Sociologi(1)
- Erik Olin Wright, sociologo, saggista e attivista statunitense (Berkeley, n. 1947 - † 2019)

## Sollevatori(2)
- Albert Pettersson, sollevatore svedese (Örebro, n. 1885 - Stoccolma, † 1960)
- Erik Pettersson, sollevatore svedese (Nyköping, n. 1890 - Stoccolma, † 1975)

## Sovrani(11)
- Eric II di Danimarca, re danese († 1137)
- Erik I di Norvegia, re (n. 895 - † 954)
- Erik VII di Svezia, re norrena (n. 1055 - † 1067)
- Erik VIII di Svezia, re norrena
- Erik IX di Svezia, re (Svezia, n. 1120 - † 1160)
- Erik XI di Svezia, re svedese (n. 1216 - † 1250)
- Erik XIV di Svezia, re svedese (Stoccolma, n. 1533 - Örbyhus, † 1577)
- Erik Anundsson, sovrano norrena (Gamla Uppsala)
- Erik Björnsson, sovrano norrena
- Erik Refilsson, sovrano norrena
- Erik XII di Svezia, re (n. 1339 - † 1359)

## Speedcuber(1)
- Erik Akkersdijk, speedcuber olandese (Enschede, n. 1989)

## Storici(1)
- Erik Peterson, storico tedesco (Amburgo, n. 1890 - Amburgo, † 1960)

## Tennistavolisti(1)
- Erik Lindh, tennistavolista svedese (Kungälv, n. 1964)

## Tennisti(1)
- Erik Van Dillen, ex tennista statunitense (San Mateo, n. 1951)

## Teologi(1)
- Erik Pontoppidan, teologo, zoologo e vescovo luterano danese (Aarhus, n. 1698 - Bergen, † 1764)

## Tiratori a segno(1)
- Erik Boström, tiratore a segno svedese (Stoccolma, n. 1868 - Huddinge, † 1932)

## Tiratori di fune(2)
- Erik Algot Fredriksson, tiratore di fune svedese (Sköldinge, n. 1885 - Stoccolma, † 1930)
- Erik Larsson, tiratore di fune svedese (Axberg, n. 1888 - Stoccolma, † 1934)

## Triplisti(1)
- Erik Almlöf, triplista svedese (Stoccolma, n. 1891 - Jenkintown, † 1971)

## Tuffatori(1)
- Erik Adlerz, tuffatore svedese (Stoccolma, n. 1892 - Göteborg, † 1975)

## Velisti(5)
- Erik Heil, velista tedesco (Berlino, n. 1989)
- Erik Herseth, velista norvegese (Oslo, n. 1892 - Oslo, † 1993)
- Erik Lindqvist, velista svedese (Stoccolma, n. 1886 - Stoccolma, † 1934)
- Erik Pascoli, velista italiano (Torino, n. 1942 - Monte Carlo, † 2013)
- Erik Wallerius, velista svedese (n. 1878 - † 1967)

## Velocisti(1)
- Erik Wijmeersch, ex velocista belga (n. 1970)

## Vescovi cattolici(2)
- Erik Thomas Pohlmeier, vescovo cattolico statunitense (Colorado Springs, n. 1971)
- Erik Varden, vescovo cattolico norvegese (Sarpsborg, n. 1974)

## Senza attività specificata(2)
- Erik Magnusson, duca svedese (n. 1282 - † 1318)
- Erik Trolle, svedese († 1530)